# Alphas Kishoyian
Alphas Leken Kishoyian (né le 12 octobre 1994) est un athlète kényan, spécialiste du 400 mètres.

## Palmarès
| Date | Compétition                          | Lieu              | Résultat | Épreuve   | Temps         |
| ---- | ------------------------------------ | ----------------- | -------- | --------- | ------------- |
| 2010 | Jeux olympiques de la jeunesse d'été | Singapour         | 3e       | 400 m     | 47 s 24       |
| 2011 | Championnats d'Afrique juniors       | Gaborone          | 3e       | 400 m     | 46 s 71       |
| 2011 | Championnats d'Afrique juniors       | Gaborone          | 2e       | 4 × 400 m | 3 min 10 s 17 |
| 2011 | Championnats du monde cadets         | Villeneuve-d'Ascq | 2e       | 400 m     | 46 s 58       |
| 2015 | Relais mondiaux de l'IAAF            | Nassau            | 2e       | r. medley | 9 min 17 s 20 |
| 2016 | Championnats d'Afrique               | Durban            | 2e       | 4 × 400 m | 3 min 4 s 25  |

### Records
| Épreuve | Performance | Lieu    | Date            |
| ------- | ----------- | ------- | --------------- |
| 400 m   | 44 s 75     | Nairobi | 11 juillet 2015 |